# 八尾市立曙川東小学校
八尾市立曙川東小学校（やおしりつ あけがわひがし しょうがっこう）は、大阪府八尾市にある公立小学校。
従来の八尾市立曙川小学校および八尾市立刑部小学校の校区を分離し、1978年（昭和53年）に開校した。

## 沿革
- 1978年4月1日 - 八尾市立曙川東小学校として開校。
- 1978年7月20日 - プール完成。

## 通学区域
東西を鉄道（近鉄大阪線、JR関西本線）に挟まれた地域である。また、学区域を外環（国道170号）が横断している。
- 八尾市 大字東弓削、都塚、大字都塚（一部）、天王寺屋3丁目（一部）、天王寺屋5～7丁目、曙川東、大字二俣・二俣、東弓削1丁目、東弓削2丁目（一部）、東弓削3丁目、神宮寺1・2丁目、恩智南町1丁目（一部）、恩智中町1丁目（一部）。[1]

## 交通
- 関西本線（大和路線） 志紀駅北東600m